# Foetidia dracaenoides
Foetidia dracaenoides är en tvåhjärtbladig växtart som beskrevs av René Paul Raymond Capuron och Jean Marie Bosser. Foetidia dracaenoides ingår i släktet Foetidia och familjen Lecythidaceae.
Artens utbredningsområde är Madagaskar. Inga underarter finns listade i Catalogue of Life.